# Nodocion
Nodocion Chamberlin, 1922 è un genere di ragni appartenente alla famiglia Gnaphosidae.

## Distribuzione
Le 8 specie note di questo genere sono state reperite in America settentrionale, Messico e in India.

## Tassonomia
Considerato sinonimo anteriore di Liodrassus Chamberlin, 1935, a seguito di un lavoro degli aracnologi Ubick & Roth (1973a); le specie rinvenute in India devono essere rianalizzate e comparate con le altre per valutarne l'effettiva appartenenza a questo genere.
Non sono stati esaminati esemplari di questo genere dal 2007.
Attualmente, a novembre 2015, si compone di 8 specie:
- Nodocion eclecticus Chamberlin, 1924 — America settentrionale
- Nodocion floridanus (Banks, 1896) — USA, Messico
- Nodocion mateonus Chamberlin, 1922[2] — USA
- Nodocion rufithoracicus Worley, 1928 — USA, Canada
- Nodocion solanensis Tikader & Gajbe, 1977 — India
- Nodocion tikaderi (Gajbe, 1993) — India
- Nodocion utus (Chamberlin, 1936) — USA, Messico
- Nodocion voluntarius (Chamberlin, 1919) — America settentrionale

### Specie trasferite
- Nodocion agilis Bryant, 1936; trasferita al genere Trachyzelotes Lohmander, 1944[1].
- Nodocion barbaranus Chamberlin, 1922; trasferita al genere Trachyzelotes Lohmander, 1944
- Nodocion chamberlini Roewer, 1951; trasferita al genere Trachyzelotes Lohmander, 1944
- Nodocion iugans Chamberlin, 1922; trasferita al genere Trachyzelotes Lohmander, 1944
- Nodocion mandae (Tikader & Gajbe, 1977); trasferita al genere Setaphis Simon, 1893
- Nodocion moronius Chamberlin, 1936; trasferita al genere Drassyllus Chamberlin, 1922
- Nodocion realisticus Chamberlin, 1924; trasferita al genere Litopyllus Chamberlin, 1922
- Nodocion solaster Chamberlin, 1937; trasferita al genere Trachyzelotes Lohmander, 1944
- Nodocion syntheticus Chamberlin, 1924; trasferita al genere Synaphosus Platnick & Shadab, 1980
- Nodocion zelotoides Worley, 1928; trasferita al genere Drassyllus Chamberlin, 1922

### Sinonimi
- Nodocion arizonicus (Chamberlin, 1936); posta in sinonimia con N. eclecticus Chamberlin, 1924 a seguito di un lavoro degli aracnologi Platnick & Shadab (1980a)[1].
- Nodocion atopophysis (Chamberlin, 1928); posta in sinonimia con N. eclecticus Chamberlin, 1924 a seguito di un lavoro degli aracnologi Platnick & Shadab (1980a).
- Nodocion carrvillus (Chamberlin & Ivie, 1941); posta in sinonimia con N. voluntarius (Chamberlin, 1919) a seguito di un lavoro degli aracnologi Platnick & Shadab (1980a).
- Nodocion deceptus (Gertsch & Mulaik, 1936); posta in sinonimia con N. floridanus (Banks, 1896) a seguito di un lavoro degli aracnologi Platnick & Shadab (1980a).
- Nodocion floridicolens (Chamberlin, 1936); posta in sinonimia con N. floridanus (Banks, 1896) a seguito di un lavoro degli aracnologi Platnick & Shadab (1980a).
- Nodocion florissantus (Chamberlin, 1936); posta in sinonimia con N. voluntarius (Chamberlin, 1919) a seguito di un lavoro degli aracnologi Platnick & Shadab (1980a).
- Nodocion melanie Levi, 1951; posta in sinonimia con N. floridanus (Banks, 1896) a seguito di un lavoro degli aracnologi Platnick & Shadab (1980a).
- Nodocion metalleus (Chamberlin & Gertsch, 1940); posta in sinonimia con N. eclecticus Chamberlin, 1924 a seguito di uno studio degli aracnologi Ubick & Roth (1973a), quando gli esemplari erano denominati N. arizonicus.
- Nodocion petersoni (Chamberlin & Gertsch, 1940); posta in sinonimia con N. rufithoracicus Worley, 1928 a seguito di uno studio degli aracnologi Ubick & Roth (1973a).

### Nomen dubium
- Nodocion pragmaticus Chamberlin, 1924b; esemplare femminile, rinvenuto in Messico; a seguito di un lavoro degli aracnologi Platnick & Shadab (1980a), è da ritenersi nomen dubium[1].